# Begonia thiemei
Begonia thiemei là một loài thực vật có hoa trong họ Thu hải đường. Loài này được C.DC. ex Donn.Sm. mô tả khoa học đầu tiên năm 1895.